# Adolphe Cicéron
Adolphe Cicéron, né le 18 mai 1853 à Blois et mort le 13 mai 1928 à Saint-Claude, est un homme politique français. Il est sénateur de la Guadeloupe de 1900 à 1912.

## Biographie
Adolphe Marie Dieudonné Cicéron naît en 1853 à Blois mais est issu d'une famille de notaires installée en Guadeloupe vers la fin du XVIIe siècle. Après une formation en métropole, il devient lui-même notaire, et s'installe à Pointe-à-Pitre en 1878. Il devient conseiller municipal (en 1884) puis adjoint du maire de cette ville, Armand Hanne. Conseiller général d'un canton de cette ville, il devient président du Conseil général du 16 mai 1897 au 27 juin 1898.
Après le décès du sénateur Alexandre Isaac le 5 août 1899, Adolphe Cicéron est candidat aux élections anticipées, avec le soutien des usiniers et du Crédit foncier. Il est élu au premier tour le 5 janvier  1900, par 183 voix sur 285 votants. Il s'inscrit dans le groupe Gauche démocratique. « Il intervient souvent à propos de l'assimilation des vieilles colonies en départements métropolitains », s'implique dans la tarification des droits de douane sur le café ou sur l'autorisation de Pointe-à-Pitre à émettre un emprunt.
Le 4 janvier 1903, Adolphe Cicéron est réélu au premier tour avec 189 voix.
Il est battu le 7 janvier  1912, lors d'élections contestées : la validation n'est prononcée que le 13 décembre 1912.
En 1924, il préface le livre Procès Politique d'Henry Sidambarom, personnalité locale issu de l'immigration indienne en Guadeloupe et défenseur de la cause indienne.